# Etylmorfin

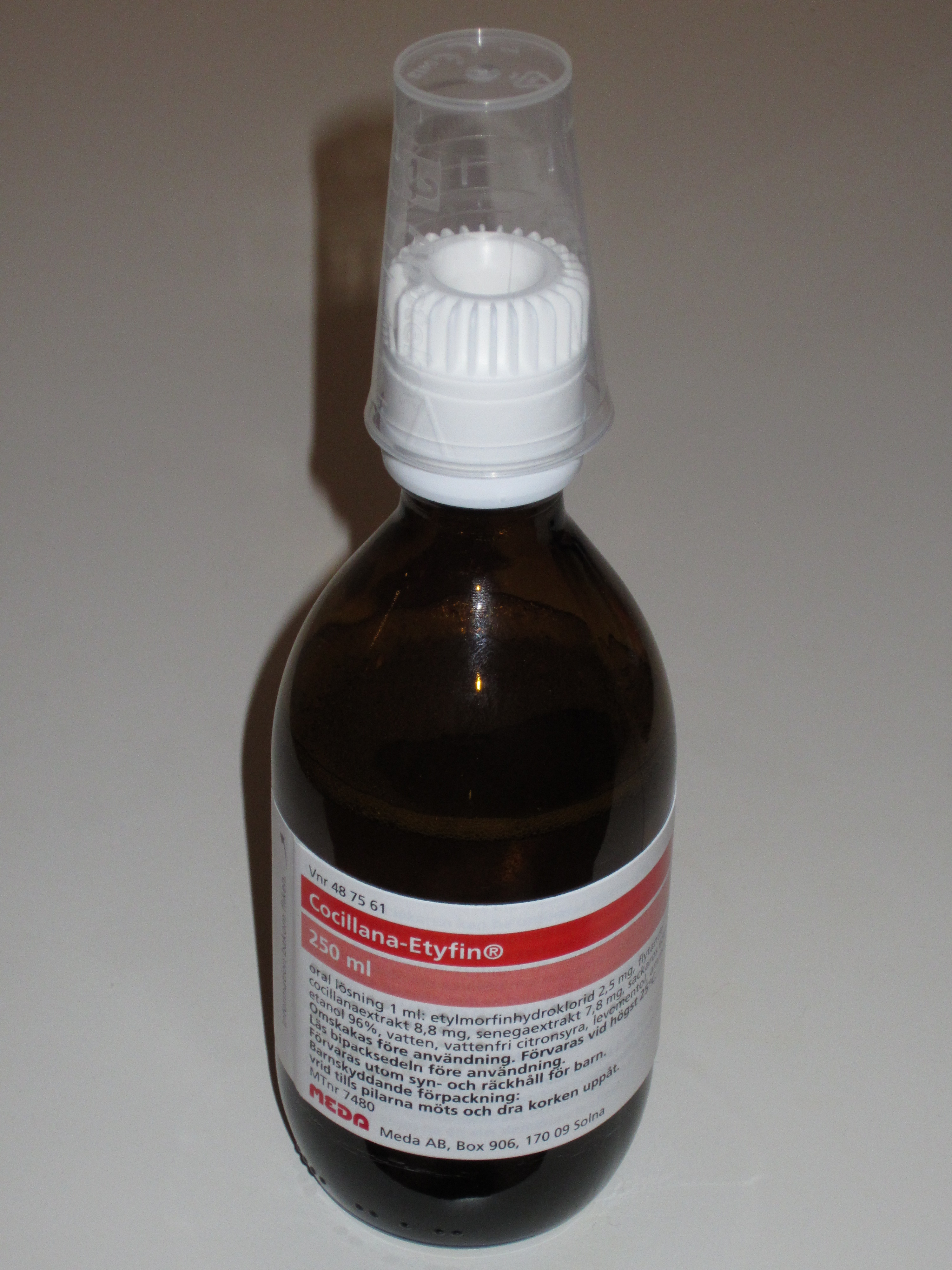
En flaska Cocillana-Etyfin.

Etylmorfin, summaformel C19H23NO3, är ett etylderivat av morfin, och är ett smärtstillande och rogivande preparat som även marknadsförs som hostdämpande. Varunamn på läkemedel som innehåller etylmorfin och som säljs i Sverige är Cocillana-Etyfin [uttalas 'kosilana-etyfin'] och Lepheton.
Region Stockholms expertgrupp för lung- och allergisjukdomar skriver i information riktad till läkare och sjukvårdspersonal att det i stort sett saknas evidens som stöder nyttan av hostmediciner vid hosta i samband med luftvägsinfektion. 
Etylmorfin är narkotikaklassat och ingår i förteckningen N II i 1961 års allmänna narkotikakonvention, samt i förteckning III i Sverige.